# Campions de l'Open d'Austràlia

## Palmarès
| Any        | Individuals                                    | Individuals                                    | Dobles                                         | Dobles                                                        | Dobles                                                      |
| Any        | Masculí                                        | Femení                                         | Masculins                                      | Femenins                                                      | Mixts                                                       |
| ---------- | ---------------------------------------------- | ---------------------------------------------- | ---------------------------------------------- | ------------------------------------------------------------- | ----------------------------------------------------------- |
| 1905       | Rodney Heath                                   |                                                | Randolph Lycett Tom Tachell                    |                                                               |                                                             |
| 1906       | Anthony Wilding                                | Rodney Heath Anthony Wilding                   |                                                |                                                               |                                                             |
| 1907       | Horace Rice                                    | Bill Gregg Harry Parker                        |                                                |                                                               |                                                             |
| 1908       | Fred Alexander                                 | Fred Alexander Alfred Dunlop                   |                                                |                                                               |                                                             |
| 1909       | Anthony Wilding                                | J. Keane Ernie Parker                          |                                                |                                                               |                                                             |
| 1910       | Rodney Heath                                   | Ashley Campbell Horace Rice                    |                                                |                                                               |                                                             |
| 1911       | Norman Brookes                                 | Rodney Heath Randolph Lycett                   |                                                |                                                               |                                                             |
| 1912       | James Cecil Parke                              | Charles Dixon James Cecil Parke                |                                                |                                                               |                                                             |
| 1913       | Ernie Parker                                   | Alf Hedeman Ernie Parker                       |                                                |                                                               |                                                             |
| 1914       | Pat O'Hara Wood                                | Ashley Campbell Gerald Patterson               |                                                |                                                               |                                                             |
| 1915       | Francis Lowe                                   | Horace Rice Clarence Todd                      |                                                |                                                               |                                                             |
| 1916       | Sense competició per la Primera Guerra Mundial | Sense competició per la Primera Guerra Mundial | Sense competició per la Primera Guerra Mundial | Sense competició per la Primera Guerra Mundial                | Sense competició per la Primera Guerra Mundial              |
| 1917       | Sense competició per la Primera Guerra Mundial | Sense competició per la Primera Guerra Mundial | Sense competició per la Primera Guerra Mundial | Sense competició per la Primera Guerra Mundial                | Sense competició per la Primera Guerra Mundial              |
| 1918       | Sense competició per la Primera Guerra Mundial | Sense competició per la Primera Guerra Mundial | Sense competició per la Primera Guerra Mundial | Sense competició per la Primera Guerra Mundial                | Sense competició per la Primera Guerra Mundial              |
| 1919       | Algernon Kingscote                             |                                                | Pat O'Hara Wood Ron Thomas                     |                                                               |                                                             |
| 1920       | Pat O'Hara Wood                                |                                                | Pat O'Hara Wood Ron Thomas                     |                                                               |                                                             |
| 1921       | Rhys Gemmell                                   | Stanley Eaton Rhys Gemmell                     |                                                |                                                               |                                                             |
| 1922       | James Anderson                                 | Margaret Molesworth                            | John Hawkes Gerald Patterson                   | Esna Boyd Marjorie Mountain                                   | Esna Boyd John Hawkes                                       |
| 1923       | Pat O'Hara Wood                                | Margaret Molesworth                            | Pat O'Hara Wood Bert St. John                  | Esna Boyd Sylvia Lance                                        | Sylvia Lance Horace Rice                                    |
| 1924       | James Anderson                                 | Sylvia Lance Harper                            | James Anderson Norman Brookes                  | Daphne Akhurst Sylvia Lance                                   | Daphne Akhurst John Willard                                 |
| 1925       | James Anderson                                 | Daphne Akhurst                                 | Pat O'Hara Wood Gerald Patterson               | Daphne Akhurst Sylvia Lance                                   | Daphne Akhurst John Willard                                 |
| 1926       | John Hawkes                                    | Daphne Akhurst                                 | John Hawkes Gerald Patterson                   | Esna Boyd Meryl O'Hara                                        | Esna Boyd John Hawkes                                       |
| 1927       | Gerald Patterson                               | Esna Boyd                                      | John Hawkes Gerald Patterson                   | Louie Bickerton Meryl O'Hara                                  | Esna Boyd John Hawkes                                       |
| 1928       | Jean Borotra                                   | Daphne Akhurst                                 | Jean Borotra Jacques Brugnon                   | Daphne Akhurst Esna Boyd                                      | Daphne Akhurst Jean Borotra                                 |
| 1929       | John Gregory                                   | Daphne Akhurst                                 | Jack Crawford Harry Hopman                     | Daphne Akhurst Louie Bickerton                                | Daphne Akhurst Edgar Moon                                   |
| 1930       | Edgar Moon                                     | Daphne Akhurst                                 | Jack Crawford Harry Hopman                     | Emily Hood Margaret Molesworth                                | Nell Hall Harry Hopman                                      |
| 1931       | Jack Crawford                                  | Coral McInnes                                  | Charles Donohoe Ray Dunlop                     | Daphne Akhurst Louie Bickerton                                | Marjorie Cox Jack Crawford                                  |
| 1932       | Jack Crawford                                  | Coral McInnes                                  | Jack Crawford Edgar Moon                       | Marjorie Cox Coral McInnes                                    | Marjorie Cox Jack Crawford                                  |
| 1933       | Jack Crawford                                  | Joan Hartigan                                  | Keith Gledhill Ellsworth Vines                 | Emily Hood Margaret Molesworth                                | Marjorie Cox Jack Crawford                                  |
| 1934       | Fred Perry                                     | Joan Hartigan                                  | Pat Hughes Fred Perry                          | Emily Hood Margaret Molesworth                                | Joan Hartigan Edgar Moon                                    |
| 1935       | Jack Crawford                                  | Dorothy Round                                  | Jack Crawford Vivian McGrath                   | Evelyn Dearman Nancy Lyle                                     | Louie Bickerton Christian Boussus                           |
| 1936       | Adrian Quist                                   | Joan Hartigan                                  | Adrian Quist Don Turnbull                      | Thelma Coyne Nancye Wynne                                     | Nell Hall Harry Hopman                                      |
| 1937       | Viv McGrath                                    | Nancye Wynne                                   | Adrian Quist Don Turnbull                      | Thelma Coyne Nancye Wynne                                     | Nell Hall Harry Hopman                                      |
| 1938       | Don Budge                                      | Dorothy Bundy                                  | John Bromwich Adrian Quist                     | Thelma Coyne Nancye Wynne                                     | Margaret Wilson John Bromwich                               |
| 1939       | John Bromwich                                  | Emily Hood                                     | John Bromwich Adrian Quist                     | Thelma Coyne Nancye Wynne                                     | Nell Hall Harry Hopman                                      |
| 1940       | Adrian Quist                                   | Nancye Wynne                                   | John Bromwich Adrian Quist                     | Thelma Coyne Nancye Wynne                                     | Nancy Wynne Colin Long                                      |
| 1941       | Sense competició per la Segona Guerra Mundial  | Sense competició per la Segona Guerra Mundial  | Sense competició per la Segona Guerra Mundial  | Sense competició per la Segona Guerra Mundial                 | Sense competició per la Segona Guerra Mundial               |
| 1942       | Sense competició per la Segona Guerra Mundial  | Sense competició per la Segona Guerra Mundial  | Sense competició per la Segona Guerra Mundial  | Sense competició per la Segona Guerra Mundial                 | Sense competició per la Segona Guerra Mundial               |
| 1943       | Sense competició per la Segona Guerra Mundial  | Sense competició per la Segona Guerra Mundial  | Sense competició per la Segona Guerra Mundial  | Sense competició per la Segona Guerra Mundial                 | Sense competició per la Segona Guerra Mundial               |
| 1944       | Sense competició per la Segona Guerra Mundial  | Sense competició per la Segona Guerra Mundial  | Sense competició per la Segona Guerra Mundial  | Sense competició per la Segona Guerra Mundial                 | Sense competició per la Segona Guerra Mundial               |
| 1945       | Sense competició per la Segona Guerra Mundial  | Sense competició per la Segona Guerra Mundial  | Sense competició per la Segona Guerra Mundial  | Sense competició per la Segona Guerra Mundial                 | Sense competició per la Segona Guerra Mundial               |
| 1946       | John Bromwich                                  | Nancye Wynne                                   | John Bromwich Adrian Quist                     | Mary Bevis Joyce Fitch                                        | Nancy Wynne Colin Long                                      |
| 1947       | Dinny Pails                                    | Nancye Wynne                                   | John Bromwich Adrian Quist                     | Thelma Coyne Nancye Wynne                                     | Nancy Wynne Colin Long                                      |
| 1948       | Adrian Quist                                   | Nancye Wynne                                   | John Bromwich Adrian Quist                     | Thelma Coyne Nancye Wynne                                     | Nancy Wynne Colin Long                                      |
| 1949       | Frank Sedgman                                  | Doris Hart                                     | John Bromwich Adrian Quist                     | Thelma Coyne Nancye Wynne                                     | Doris Hart Frank Sedgman                                    |
| 1950       | Frank Sedgman                                  | Louise Brough                                  | John Bromwich Adrian Quist                     | Louise Brough Doris Hart                                      | Doris Hart Frank Sedgman                                    |
| 1951       | Dick Savitt                                    | Nancye Wynne                                   | Ken McGregor Frank Sedgman                     | Thelma Coyne Nancye Wynne                                     | Thelma Coyne George Worthington                             |
| 1952       | Ken McGregor                                   | Thelma Coyne Long                              | Ken McGregor Frank Sedgman                     | Thelma Coyne Nancye Wynne                                     | Thelma Coyne George Worthington                             |
| 1953       | Ken Rosewall                                   | Maureen Connolly                               | Lew Hoad Ken Rosewall                          | Maureen Connolly Julia Sampson                                | Julia Sampson Rex Hartwig                                   |
| 1954       | Mervyn Rose                                    | Thelma Coyne Long                              | Rex Hartwig Mervyn Rose                        | Mary Bevis Thelma Coyne                                       | Thelma Coyne Rex Hartwig                                    |
| 1955       | Ken Rosewall                                   | Beryl Penrose                                  | Vic Seixas Tony Trabert                        | Mary Bevis Beryl Penrose                                      | Thelma Coyne George Worthington                             |
| 1956       | Lew Hoad                                       | Mary Carter Reitano                            | Lew Hoad Ken Rosewall                          | Mary Bevis Thelma Coyne                                       | Beryl Penrose Neale Fraser                                  |
| 1957       | Ashley Cooper                                  | Shirley Fry Irvin                              | Neale Fraser Lew Hoad                          | Shirley Fry Althea Gibson                                     | Fay Muller Mal Anderson                                     |
| 1958       | Ashley Cooper                                  | Angela Mortimer                                | Ashley Cooper Neale Fraser                     | Mary Bevis Thelma Coyne                                       | Mary Bevis Hawton Bob Howe                                  |
| 1959       | Alex Olmedo                                    | Mary Carter Reitano                            | Rod Laver Bob Mark                             | Sandra Reynolds Renee Schuurman                               | Sandra Reynolds Bob Mark                                    |
| 1960       | Rod Laver                                      | Margaret Smith                                 | Rod Laver Bob Mark                             | Maria Bueno Christine Truman                                  | Jan Lehane Trevor Fancutt                                   |
| 1961       | Roy Emerson                                    | Margaret Smith                                 | Rod Laver Bob Mark                             | Mary Carter Reitano Margaret Smith                            | Jan Lehane Bob Hewitt                                       |
| 1962       | Rod Laver                                      | Margaret Smith                                 | Roy Emerson Neale Fraser                       | Robyn Ebbern Margaret Smith                                   | Lesley Turner Fred Stolle                                   |
| 1963       | Roy Emerson                                    | Margaret Smith                                 | Bob Hewitt Fred Stolle                         | Robyn Ebbern Margaret Smith                                   | Margaret Smith Ken Fletcher                                 |
| 1964       | Roy Emerson                                    | Margaret Smith                                 | Bob Hewitt Fred Stolle                         | Judy Tegart Lesley Turner                                     | Margaret Smith Ken Fletcher                                 |
| 1965       | Roy Emerson                                    | Margaret Smith                                 | John Newcombe Tony Roche                       | Margaret Smith Lesley Turner                                  | Robyn Ebbern Owen Davidson i Margaret Smith John Newcombe   |
| 1966       | Roy Emerson                                    | Margaret Smith                                 | Roy Emerson Fred Stolle                        | Carole Caldwell Nancy Richey                                  | Judy Tegart Tony Roche                                      |
| 1967       | Roy Emerson                                    | Nancy Richey Gunter                            | John Newcombe Tony Roche                       | Judy Tegart Lesley Turner                                     | Lesley Turner Owen Davidson                                 |
| 1968       | Bill Bowrey                                    | Billie Jean King                               | Dick Crealy Allan Stone                        | Karen Krantzcke Kerry Melville                                | Billie Jean King Dick Crealy                                |
| 1969       | Rod Laver                                      | Margaret Smith Court                           | Roy Emerson Rod Laver                          | Margaret Smith Court Judy Tegart                              | Ann Haydon Fred Stolle i Margaret Smith Court Marty Riessen |
| 1970       | Arthur Ashe                                    | Margaret Smith Court                           | Robert Lutz Stan Smith                         | Margaret Smith Court Judy Tegart                              | Esdeveniment no celebrat                                    |
| 1971       | Ken Rosewall                                   | Margaret Smith Court                           | John Newcombe Tony Roche                       | Evonne Goolagong Margaret Smith Court                         | Esdeveniment no celebrat                                    |
| 1972       | Ken Rosewall                                   | Virginia Wade                                  | Owen Davidson Ken Rosewall                     | Kerry Harris Helen Gourlay                                    | Esdeveniment no celebrat                                    |
| 1973       | John Newcombe                                  | Margaret Smith Court                           | Malcolm Anderson John Newcombe                 | Margaret Smith Court Virginia Wade                            | Esdeveniment no celebrat                                    |
| 1974       | Jimmy Connors                                  | Evonne Goolagong                               | Ross Case Geoff Masters                        | Evonne Goolagong Peggy Michel                                 | Esdeveniment no celebrat                                    |
| 1975       | John Newcombe                                  | Evonne Goolagong                               | John Alexander Phil Dent                       | Evonne Goolagong Peggy Michel                                 | Esdeveniment no celebrat                                    |
| 1976       | Mark Edmondson                                 | Evonne Goolagong                               | John Newcombe Tony Roche                       | Evonne Goolagong Helen Gourlay                                | Esdeveniment no celebrat                                    |
| 1977 (gen) | Roscoe Tanner                                  | Kerry Melville Reid                            | Ray Ruffels Allan Stone                        | Dianne Fromholtz Helen Gourlay                                | Esdeveniment no celebrat                                    |
| 1977 (des) | Vitas Gerulaitis                               | Evonne Goolagong                               | Arthur Ashe Tony Roche                         | Evonne Goolagong Helen Gourlay i Kerry Melville Mona Schallau | Esdeveniment no celebrat                                    |
| 1978       | Guillermo Vilas                                | Chris O'Neil                                   | Wojciech Fibak Kim Warwick                     | Betsy Nagelsen Renáta Tomanová                                | Esdeveniment no celebrat                                    |
| 1979       | Guillermo Vilas                                | Barbara Jordan                                 | Peter McNamara Paul McNamee                    | Judy Chaloner Dianne Evers                                    | Esdeveniment no celebrat                                    |
| 1980       | Brian Teacher                                  | Hana Mandlíková                                | Mark Edmondson Kim Warwick                     | Betsy Nagelsen Martina Navrátilová                            | Esdeveniment no celebrat                                    |
| 1981       | Johan Kriek                                    | Martina Navrátilová                            | Mark Edmondson Kim Warwick                     | Kathy Jordan Anne Smith                                       | Esdeveniment no celebrat                                    |
| 1982       | Johan Kriek                                    | Chris Evert                                    | John Alexander John Fitzgerald                 | Martina Navrátilová Pam Shriver                               | Esdeveniment no celebrat                                    |
| 1983       | Mats Wilander                                  | Martina Navrátilová                            | Mark Edmondson Paul McNamee                    | Martina Navrátilová Pam Shriver                               | Esdeveniment no celebrat                                    |
| 1984       | Mats Wilander                                  | Chris Evert                                    | Mark Edmondson Sherwood Stewart                | Martina Navrátilová Pam Shriver                               | Esdeveniment no celebrat                                    |
| 1985       | Stefan Edberg                                  | Martina Navrátilová                            | Paul Annacone Christo Rensburg                 | Martina Navrátilová Pam Shriver                               | Esdeveniment no celebrat                                    |
| 1986       | Sense competició per canvi de data             | Sense competició per canvi de data             | Sense competició per canvi de data             | Sense competició per canvi de data                            | Sense competició per canvi de data                          |
| 1987       | Stefan Edberg                                  | Hana Mandlíková                                | Stefan Edberg Anders Järryd                    | Martina Navrátilová Pam Shriver                               | Zina Garrison Sherwood Stewart                              |
| 1988       | Mats Wilander                                  | Steffi Graf                                    | Rick Leach Jim Pugh                            | Martina Navrátilová Pam Shriver                               | Jana Novotná Jim Pugh                                       |
| 1989       | Ivan Lendl                                     | Steffi Graf                                    | Rick Leach Jim Pugh                            | Martina Navrátilová Pam Shriver                               | Jana Novotná Jim Pugh                                       |
| 1990       | Ivan Lendl                                     | Steffi Graf                                    | Pieter Aldrich Danie Visser                    | Jana Novotná Helena Suková                                    | Natasha Zvereva Jim Pugh                                    |
| 1991       | Boris Becker                                   | Monica Seleš                                   | Scott Davis David Pate                         | Patty Fendick Mary Joe Fernandez                              | Jo Durie Jeremy Bates                                       |
| 1992       | Jim Courier                                    | Monica Seleš                                   | Todd Woodbridge Mark Woodforde                 | Arantxa Sánchez Vicario Helena Suková                         | Nicole Provis Mark Woodforde                                |
| 1993       | Jim Courier                                    | Monica Seleš                                   | Danie Visser Laurie Warder                     | Gigi Fernández Natasha Zvereva                                | Arantxa Sánchez Vicario Todd Woodbridge                     |
| 1994       | Pete Sampras                                   | Steffi Graf                                    | Jacco Eltingh Paul Haarhuis                    | Gigi Fernández Natasha Zvereva                                | Larisa Savchenko Andrei Olkhovski                           |
| 1995       | Andre Agassi                                   | Mary Pierce                                    | Jared Palmer Richey Reneberg                   | Jana Novotná Arantxa Sánchez Vicario                          | Natalia Zvereva Rick Leach                                  |
| 1996       | Boris Becker                                   | Monica Seleš                                   | Stefan Edberg Petr Korda                       | Chanda Rubin Arantxa Sánchez Vicario                          | Larisa Savchenko Mark Woodforde                             |
| 1997       | Pete Sampras                                   | Martina Hingis                                 | Todd Woodbridge Mark Woodforde                 | Martina Hingis Natasha Zvereva                                | Manon Bollegraf Rick Leach                                  |
| 1998       | Petr Korda                                     | Martina Hingis                                 | Jonas Björkman Jacco Eltingh                   | Martina Hingis Mirjana Lučić                                  | Venus Williams Justin Gimelstob                             |
| 1999       | Ievgueni Kàfelnikov                            | Martina Hingis                                 | Jonas Björkman Patrick Rafter                  | Martina Hingis Anna Kúrnikova                                 | Mariaan de Swardt David Adams                               |
| 2000       | Andre Agassi                                   | Lindsay Davenport                              | Ellis Ferreira Rick Leach                      | Lisa Raymond Rennae Stubbs                                    | Rennae Stubbs Jared Palmer                                  |
| 2001       | Andre Agassi                                   | Jennifer Capriati                              | Jonas Björkman Todd Woodbridge                 | Serena Williams Venus Williams                                | Corina Morariu Ellis Ferreira                               |
| 2002       | Thomas Johansson                               | Jennifer Capriati                              | Mark Knowles Daniel Nestor                     | Martina Hingis Anna Kúrnikova                                 | Daniela Hantuchová Kevin Ullyett                            |
| 2003       | Andre Agassi                                   | Serena Williams                                | Michael Llodra Fabrice Santoro                 | Serena Williams Venus Williams                                | Martina Navrátilová Leander Paes                            |
| 2004       | Roger Federer                                  | Justine Henin                                  | Michael Llodra Fabrice Santoro                 | Virginia Ruano Pascual Paola Suárez                           | Elena Bovina Nenad Zimonjić                                 |
| 2005       | Marat Safin                                    | Serena Williams                                | Wayne Black Kevin Ullyett                      | Svetlana Kuznetsova Alicia Molik                              | Samantha Stosur Scott Draper                                |
| 2006       | Roger Federer                                  | Amélie Mauresmo                                | Bob Bryan Mike Bryan                           | Yan Zi Zheng Jie                                              | Martina Hingis Mahesh Bhupathi                              |
| 2007       | Roger Federer                                  | Serena Williams                                | Bob Bryan Mike Bryan                           | Cara Black Liezel Huber                                       | Elena Likhovtseva Daniel Nestor                             |
| 2008       | Novak Đoković                                  | Maria Xaràpova                                 | Jonathan Erlich Andy Ram                       | Alona Bondarenko Katerina Bondarenko                          | Tiantian Sun Nenad Zimonjić                                 |
| 2009       | Rafael Nadal                                   | Serena Williams                                | Bob Bryan Mike Bryan                           | Serena Williams Venus Williams                                | Sania Mirza Mahesh Bhupathi                                 |
| 2010       | Roger Federer                                  | Serena Williams                                | Bob Bryan Mike Bryan                           | Serena Williams Venus Williams                                | Cara Black Leander Paes                                     |
| 2011       | Novak Đoković                                  | Kim Clijsters                                  | Bob Bryan Mike Bryan                           | Gisela Dulko Flavia Pennetta                                  | Katarina Srebotnik Daniel Nestor                            |
| 2012       | Novak Đoković                                  | Viktória Azàrenka                              | Leander Paes Radek Štěpánek                    | Svetlana Kuznetsova Vera Zvonariova                           | Bethanie Mattek-Sands Horia Tecău                           |
| 2013       | Novak Đoković                                  | Viktória Azàrenka                              | Bob Bryan Mike Bryan                           | Sara Errani Roberta Vinci                                     | Jarmila Gajdosova Matthew Ebden                             |
| 2014       | Stanislas Wawrinka                             | Li Na                                          | Lukasz Kubot Robert Lindstedt                  | Sara Errani Roberta Vinci                                     | Kristina Mladenovic Daniel Nestor                           |
| 2015       | Novak Đoković                                  | Serena Williams                                | Simone Bolelli Fabio Fognini                   | Bethanie Mattek-Sands Lucie Šafářová                          | Martina Hingis Leander Paes                                 |
| 2016       | Novak Đoković                                  | Angelique Kerber                               | Jamie Murray Bruno Soares                      | Martina Hingis Sania Mirza                                    | Ielena Vesninà Bruno Soares                                 |
| 2017       | Roger Federer                                  | Serena Williams                                | Henri Kontinen John Peers                      | Bethanie Mattek-Sands Lucie Šafářová                          | Abigail Spears Juan Sebastián Cabal                         |
| 2018       | Roger Federer                                  | Caroline Wozniacki                             | Oliver Marach Mate Pavić                       | Tímea Babos Kristina Mladenovic                               | Gabriela Dabrowski Mate Pavić                               |
| 2019       | Novak Đoković                                  | Naomi Osaka                                    | Pierre-Hugues Herbert Nicolas Mahut            | Samantha Stosur Zhang Shuai                                   | Barbora Krejčíková Rajeev Ram                               |
| 2020       | Novak Đoković                                  | Sofia Kenin                                    | Rajeev Ram Joe Salisbury                       | Tímea Babos Kristina Mladenovic                               | Barbora Krejčíková Nikola Mektić                            |
| 2021       | Novak Đoković                                  | Naomi Osaka                                    | Ivan Dodig Filip Polášek                       | Elise Mertens Arina Sabalenka                                 | Barbora Krejčíková Rajeev Ram                               |
| 2022       | Rafael Nadal                                   | Ashleigh Barty                                 | Thanasi Kokkinakis Nick Kyrgios                | Barbora Krejčíková Kateřina Siniaková                         | Kristina Mladenovic Ivan Dodig                              |
| 2023       | Novak Đoković                                  | Arina Sabalenka                                | Rinky Hijikata Jason Kubler                    | Barbora Krejčíková Kateřina Siniaková                         | Luisa Stefani Rafael Matos                                  |
| 2024       | Jannik Sinner                                  | Arina Sabalenka                                | Rohan Bopanna Matthew Ebden                    | Hsieh Su-wei Elise Mertens                                    | Hsieh Su-wei Jan Zieliński                                  |
| 2025       | Jannik Sinner                                  | Madison Keys                                   | Harri Heliövaara Henry Patten                  | Kateřina Siniaková Taylor Townsend                            | Olivia Gadecki John Peers                                   |